# Vicente T. Blaz

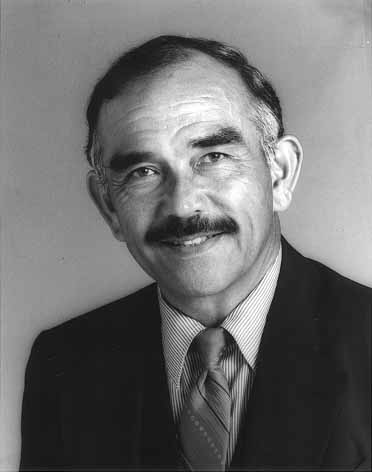
Vicente T. Blaz

Vicente Tomás Blaz Garrido (auch Ben Garrido Blaz; * 14. Februar 1928 in Hagåtña, Guam; † 8. Januar 2014) war ein US-amerikanischer Politiker (R) und General. Zwischen 1985 und 1993 vertrat er Guam als Delegierter im US-Repräsentantenhaus.

## Werdegang
Vicente Blaz ist auch als Ben Blaz bekannt. Das hängt mit unterschiedlichen Sprachtraditionen im spanisch- bzw. englischsprachigen Gebiet zusammen. Garrido war der Name seiner Mutter. Er wuchs in Guam auf und erlebte dort während des Zweiten Weltkrieges drei Jahre japanischer Besatzung. In dieser Zeit wurde er von den Japanern zur Zwangsarbeit verpflichtet. Danach studierte er bis 1951 an der University of Notre Dame in Indiana. Zwischen 1951 und 1980 diente er als Offizier im United States Marine Corps, in dem er bis zum Brigadegeneral aufstieg. Er wurde unter anderem mit dem Bronze Star und dem Orden Legion of Merit ausgezeichnet. Während seiner Militärzeit setzte er seine Ausbildung fort. Bis 1963 studierte er an der George Washington University in Washington, D.C.; im Jahr 1971 absolvierte er das Naval War College in Newport (Rhode Island). In den Jahren 1983 und 1984 war er Professor an der University of Guam. Politisch wurde er Mitglied der Republikanischen Partei.
Bei den Kongresswahlen des Jahres 1984 wurde Blaz als nicht stimmberechtigter Delegierter für Guam in das US-Repräsentantenhaus in Washington gewählt, wo er am 3. Januar 1985 die Nachfolge von Robert A. Underwood antrat. Nach drei Wiederwahlen konnte er bis zum 3. Januar 1993 vier Legislaturperioden im Kongress absolvieren. Im Jahr 1992 wurde er nicht erneut bestätigt. Nach dem Ende seiner Zeit im US-Repräsentantenhaus zog er sich in den Ruhestand zurück. Zuletzt lebte er in Ordot.